# Laniarius luehderi
El bubú de Lühder (Laniarius luehderi) es una especie de ave paseriforme de la familia Malaconotidae propia de África Central y la región de los Grandes Lagos de África. Su nombre conmemora al ornitólogo alemán W. Lühder.

## Distribución y hábitat
Se encuentra en dos grandes regiones disjuntas una en el oeste de África central y otra alrededor de los Grandes Lagos, distribudido por Angola, Burundi, Camerún, República del Congo, República Democrática del Congo, Guinea Ecuatorial, Gabón, Kenia, Nigeria, Ruanda, Sudán del Sur, Tanzania y Uganda.